# Wanjira Mathai
Wanjira Mathai (december 1971) is een Keniaans klimaatactiviste. Ze is vicepresident en regionaal directeur voor Afrika bij het World Resources Institute, gevestigd in Nairobi, Kenia. In deze rol pakt ze mondiale problemen aan, waaronder ontbossing en toegang tot energie. Ze werd in 2018 door New African Magazine geselecteerd als een van de 100 meest invloedrijke Afrikanen voor haar rol als senior adviseur bij het World Resources Institute en voor de campagne om meer dan 30 miljoen bomen te planten via de Green Belt Movement.

## Biografie
Mathai is geboren en getogen in Kenia. Haar moeder, Wangari Maathai, was een sociale, milieu- en politieke activist en de eerste Afrikaanse vrouw die in 2004 de Nobelprijs voor de Vrede won.
Mathai studeerde aan de State House Girls' High School in Nairobi. Na het voltooien van de middelbare school verhuisde ze naar New York om naar de Hobart en William Smith Colleges te gaan, waar ze afstudeerde in biologie in 1994. Ze behaalde een Master in Public Health en in Business Administration aan de Emory-universiteit. Na haar afstuderen trad Mathai toe tot het Carter Center, waar ze werkte aan ziektebestrijding. Hier leerde ze over ziekten die Afrikaanse gemeenschappen troffen, zoals dracunculiasis, onchocerciasis en lymfatische filariasis.

## Carrière
Mathai is lid van de Duitse World Future Council en van het bestuur van de Green Belt Movement die in 1977 werd opgericht door Wanjira's moeder. Oorspronkelijk was Mathai vanaf 2002 directeur van International of Affairs van de Green Belt Movement en werd later benoemd tot uitvoerend directeur van de organisatie. Bij deze organisatie leidde ze fondsenwervingsprogramma's en hield ze toezicht op de mobilisatie van middelen, en faciliteerde ze internationale acties. Ze besefte dat vrouwen sneller reageerden toen de Green Belt Movement mensen opriep om te helpen bij het planten van bomen. Ze heeft gezegd dat haar werk in het planten van bomen, ook wel agroforestry genoemd, werd geïnspireerd door het milieuactivisme van haar moeder. Nadat haar moeder de Nobelprijs voor de Vrede had gewonnen, vergezelde Mathai haar op wereldtournee. Toen haar moeder in 2011 overleed, hielp ze om de club door de overgangstijd te loodsen.
Mathai is senior adviseur bij de Partnerships for Women Entrepreneurs in Renewables (wPower) voor vrouwen die huishoudens op het gebied van hernieuwbare energie promoot in een poging om duurzame energie naar bijna vier miljoen vrouwen in Oost-Afrika te brengen. Voor Mathai is de betrokkenheid van vrouwen bij hernieuwbare energie er een van economische bekrachtiging, waarmee verschillende van de duurzameontwikkelingsdoelstellingen worden verwezenlijkt. Ondanks de modernisering in Kenia besteden vrouwen nog steeds meerdere uren per dag aan het verzamelen van brandhout, en de helft van alle sterfgevallen bij kinderen onder de vijf jaar is te wijten aan luchtvervuiling. Mathai is lid van de adviesraad van de Clean Cooking Alliance en is ook lid van de Earth Chapter International Council. Ze is tevens lid van de Board of Trustees van het Centre for International Forestry Research (CIFOR).[24] Ze is ook een van de weinige Six Second EQ-beoefenaars die proberen emotionele intelligentie te bevorderen en anderen te ondersteunen om een cultuur van positiviteit te creëren. Ze werd door het tijdschrift New Africa Magazine verkozen tot de 100 Most Influential Africans, zowel in 2018 als in 2020.
Sinds 2016 is Mathai voorzitter van de Wangari Maathai Foundation. De stichting wil de nalatenschap van Wangari Maathai bevorderen door een doelgerichte cultuur te promoten met jonge mensen als leiders. Toen haar werd gevraagd naar haar werk met de stichting, antwoordde Mathai: "Ik leef niet in de schaduw van mijn moeder, ik koester me in haar licht ...". De stichting heeft drie prioriteiten: het onderhouden van het Wangari Muta Maathai House, het bijbrengen van leiderschapsvaardigheden bij jongeren om creativiteit op jonge leeftijd te bevorderen (Wanakesho), en een gemeenschap voor jongeren. Om haar geloof in het belang van onderwijs aan jongeren te illustreren, was ze projectdirecteur van het Wangari Maathai Institute for Peace and Environmental Studies aan de Universiteit van Nairobi (WMI). Dit instituut richt zich op het bevorderen van positieve ethiek en duurzame ontwikkeling. Het opleiden van jongeren is altijd een van Maathai's doelen geweest, en ze stelt: "Mensen worden niet corrupt geboren. Op een gegeven moment wordt dit gedrag bevorderd door een cultuur die individueel gewin boven collectieve vooruitgang promoot." Ze gelooft dat het opleiden van jongeren vredesopbouw mogelijk zal maken en de corruptie in Kenia zal verminderen, aangezien jongeren zullen opgroeien tot toekomstige leiders. Ze spreekt vaak over deze onderwerpen, aangezien ze een motiverende spreker is over onderwerpen zoals jeugdleiderschap, milieu en klimaatverandering.